# Biyelmawn
Biyelmawn ou Boujloud (Amazighe standard marocain : ⴱⵉⵍⵎⴰⵡⵏ ⴱⵓⴷⵎⴰⵡⵏ Bilmawen budmawen, en arabe: بوجلود Bujlud) est un festival folklorique traditionnel amazigh organisé chaque année à l'occasion de Tafaska dans le Souss-Massa et le Haut-Atlas occidental, principalement dans les villes de Dcheira, Inezgane, Imintanoute et Agadir.
Le carnaval était à l'origine une pratique à dimension religieuse, un rite religieux, ou qui, du moins, avait une dimension spirituelle. Il s'est transformée au fil du temps en une activité basée sur le déguisement et le masque, pratiquée à des fins festives et comme moyen de s'affranchir des contraintes imposées, règles et normes sociales. Depuis 2023 la ville d'Agadir organise un carnaval international annuel basé sur cette tradition culturelle.

## Étymologie
Le nom complet du festival en chleuh est Bilmawen Budmawen, ⴱⵓ bu (signifiant possesseur) et ⵉⵍⵎⴰⵡⵏ ilmawen (pluriel de ⵉⵍⵎ ilm, signifiant peau, cuir ou peau), donc Bilmawen signifie possesseur de peaux. Le terme Budmawen aussi vient du berbère ⴱⵓ bu (signifiant possesseur) et ⵓⴷⵎⴰⵡⵏ udmawen (pluriel de ⵓⴷⵎ udm, signifiant visage), signifiant donc Celui qui a beaucoup de visages.
Le terme Biyelmawn vient du Tamazight du Maroc et dans sa forme orthographique reprise pour le carnaval d'Agadir. En arabe dialectal, ce festival porte le nom de بوجلود Boujloud qui est la traduction littéraire en arabe de Biyelmawn (porteur de peau).

## Période de célébration
Le carnaval de Boujloud commence généralement le deuxième jour de l'Aïd al-Adha. Les jeunes portent des peaux de moutons et de chèvres, se couvrent le visage de masques, dansent et parcourent les ruelles, tenant dans leurs mains les pattes des bêtes sacrifiées, avec lesquelles ils poursuivent les passants et leur donnent une légère tape, dans le but de répandre la joie et les rires.